# Svarthet
| Den blå färgen är mörkare än den gula, fastän båda nästan helt saknar svarthet |  | Den blå färgen är mörkare än den gula, fastän båda nästan helt saknar svarthet |
| Den blå färgen är mörkare än den gula, fastän båda nästan helt saknar svarthet |  |                                                                                |

Svarthet är en av elementaregenskaperna i det standardiserade färgbeteckningssystemet NCS. Det definieras där som graden av visuell likhet med absolut svart, som är en av systemets sex elementarfärger. Svarthet i denna betydelse anger inte hur mörk eller ljus färgen är, eftersom ljusheten också beror på kulörtonen. Exempelvis är en blå färg med viss svarthet mörkare än en gul färg med samma svarthet.